# Europamästerskapen i badminton 1976
Europamästerskapen i badminton 1976 anordnades den 6-7 april i Dublin, Irland. 

## Medaljsummering
| Pl. | Nation        | Guld | Silver | Brons | Totalt |
| --- | ------------- | ---- | ------ | ----- | ------ |
| 1   | England       | 4    | 3      | 4     | 11     |
| 2   | Danmark       | 2    | 3      | 0     | 5      |
| 3   | Västtyskland  | 0    | 0      | 3     | 3      |
| 4   | Sverige       | 0    | 0      | 2     | 2      |
| 5   | Skottland     | 0    | 0      | 1     | 1      |
| 5   | Nederländerna | 0    | 0      | 1     | 1      |

## Resultat
| Event       | Guld                         | Silver                         | Brons                              |
| Herrsingel  | Flemming Delfs               | Elo Hansen                     | Wolfgang Bochow                    |
| Herrsingel  | Flemming Delfs               | Elo Hansen                     | Paul Whetnall                      |
| Damsingel   | Gillian Gilks                | Lene Køppen                    | Susan Whetnall                     |
| Damsingel   | Gillian Gilks                | Lene Køppen                    | Margaret Lockwood                  |
| Herrdubbel  | Ray Stevens Mike Tredgett    | Derek Talbot Eddy Sutton       | Willi Braun Roland Maywald         |
| Herrdubbel  | Ray Stevens Mike Tredgett    | Derek Talbot Eddy Sutton       | Bengt Fröman Thomas Kihlström      |
| Damdubbel   | Gillian Gilks Susan Whetnall | Margaret Lockwood Nora Gardner | Karin Kucki Vera Winter            |
| Damdubbel   | Gillian Gilks Susan Whetnall | Margaret Lockwood Nora Gardner | Joanna Flockhart Christine Stewart |
| Mixeddubbel | Derek Talbot Gillian Gilks   | Steen Skovgaard Lene Køppen    | Rob Ridder Marjan Luesken          |
| Mixeddubbel | Derek Talbot Gillian Gilks   | Steen Skovgaard Lene Køppen    | Mike Tredgett Nora Gardner         |
| Lag         | Danmark                      | England                        | Sverige                            |